# Quốc huy Cộng hòa Xã hội chủ nghĩa Xô viết Gruzia
Quốc huy Cộng hòa Xã hội chủ nghĩa Xô viết Gruzia được thông qua vào ngày 20 tháng 5 năm 1921 bởi chính phủ của Cộng hòa Xã hội chủ nghĩa Xô viết Gruzia. Huy hiệu dựa trên quốc huy của Liên Xô. Nó cho thấy các biểu tượng của nông nghiệp (nho và lúa mì). Sao đỏ nổi lên trên Kavkaz tượng trưng cho tương lai của Gruzia còn búa và liềm tượng trưng cho chiến thắng của Cộng sản và "cộng đồng xã hội chủ nghĩa toàn thế giới của các quốc gia ".
Quốc huy mang khẩu hiệu của Liên Xô ("Vô sản toàn thế giới, đoàn kết lại!") Trong cả tiếng Gruzia và tiếng Nga. Trong tiếng Gruzia, đó là "პროლეტარებო, შეერთდით!" (Phiên âm: " P'rolet'arebo q'vela kveq'nisa, sheertdit! ").
Cộng hòa Xã hội chủ nghĩa Xô viết Tự trị Abkhaz và Cộng hòa Xã hội chủ nghĩa Xô viết Tự trị Adjar đã sử dụng các biến thể của quốc huy này (trong trường hợp Abkhaz, với tên của nước cộng hòa và khẩu hiệu cũng trong tiếng Abkhaz).
Một phiên bản sau đó vào năm 1981 đã giới thiệu một dòng chữ ghi ".სსრ" (viết tắt tiếng Gruzia của "Cộng hòa Xã hội chủ nghĩa Xô viết Gruzia") ở trung tâm.
Quốc huy này đã được thay thế bằng Quốc huy Gruzia vào ngày 11 tháng 12 năm 1990.

## Lịch sử

Cộng hòa Xã hội chủ nghĩa Xô viết Gruzia (1921-1937)
Cộng hòa Xã hội chủ nghĩa Xô viết Gruzia (1937-1981)
Cộng hòa Xã hội chủ nghĩa Xô viết Gruzia